# 越智茂
越智 茂（おち しげる、1906年（明治39年）8月9日 - 1957年（昭和32年）9月10日）は、日本の農業関係者、政治家。衆議院議員（4期）、愛媛県越智郡小西村長。

## 経歴
愛媛県出身。1923年、今治実践商業学校を卒業。小西村会議員、同村長、愛媛県会議員を務めた。
1949年1月、第24回衆議院議員総選挙で愛媛県第二区から出馬して当選。以後、27回総選挙まで連続4回当選し、在任中に死去した。この間、第4次吉田内閣の厚生政務次官、衆議院文部委員長、自由民主党総務を歴任した。
その他、越智郡農水産販売組合長、今治商工会議所副会頭、愛媛県販売農業協同組合連合会長、同食品協同組合連合会長、高市製薬（有）越智工場長などを務めた。
1957年9月10日、現職議員のまま死去、51歳。死没日をもって勲二等瑞宝章追贈、従四位に叙される。